# Vincent Nichols
Pour les articles homonymes, voir Nichols.
Vincent Gerard Nichols, né le 8 novembre 1945 à Crosby au Royaume-Uni, est un évêque catholique britannique, archevêque de Westminster depuis 2009, créé cardinal en 2014.

## Biographie
Vincent Nichols est né à Crosby, de Henry Joseph et Mary Nichols (née Russell). Ses parents étaient enseignants. Enfant, il voulait devenir chauffeur de camion, mais adolescent il ressentit l'appel de devenir prêtre.
Nichols est ordonné prêtre pour le diocèse de Liverpool le 21 novembre 1969.
Jean-Paul II le nomme évêque titulaire (ou in partibus) d'Othona (de) (ancien fort saxon près de Bradwell-on-Sea dans l'Essex) le 5 novembre 1991, pour être évêque auxiliaire de Westminster. Il est consacré le 24 janvier suivant par le cardinal Basil Hume, archevêque de Westminster.
Il est nommé archevêque de Birmingham le 15 février 2000. Benoît XVI lui confie ensuite l'archidiocèse de Westminster le 3 avril 2009. Il y succède au cardinal Cormac Murphy-O'Connor.

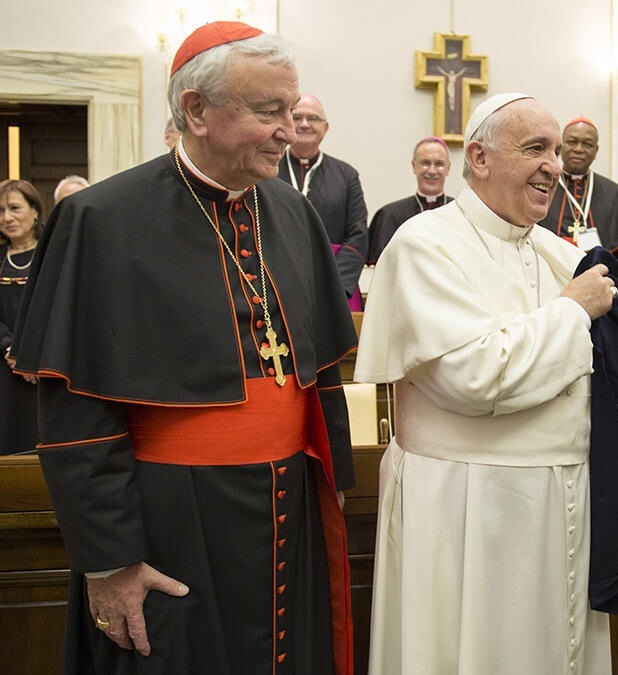
Vincent Nichols avec le pape François en 2014.

Le 16 décembre 2013, il est nommé par François membre de la Congrégation pour les évêques.
Le dimanche 12 janvier 2014, le pape annonce au cours de l'Angélus sa création comme cardinal.
Il est nommé membre de la congrégation pour les Églises orientales le 19 février 2014.
Il est créé cardinal par François le 22 février 2014 comme annoncé, en même temps que celle de dix-huit et reçoit la paroisse du Santissimo Redentore e Sant'Alfonso in Via Merulana comme titre cardinalice.
Le 23 mars 2015, au prieuré de la Sainte-Croix de Leicester, il célèbre la messe de requiem du roi d'Angleterre Richard III, mort en 1485, mais dont les restes n'ont été identifiés qu'en 2013.
Conformément au code de droit canonique, Nichols adresse au pape sa démission de son poste d'archevêque à compter de son 75e anniversaire, le 8 novembre 2020. François accepte cette démission nunc pro tunc mais lui demande de continuer à exercer ses fonctions.
Il participe au conclave de 2025 qui voit l'élection de Léon XIV.

## Prises de position
Le 6 mars 2012, alors qu'un projet gouvernemental de légalisation du mariage homosexuel est annoncé, Nichols élabore, avec son confrère Peter Smith, archevêque de Southwark, une réponse concertée de la hiérarchie catholique. Elle prend la forme d'une lettre qui doit être lue dans les 2 500 églises catholiques du pays au cours de la messe dominicale,.
Il s'est opposé à la légalisation du suicide assisté au Royaume-Uni soutenue par le premier ministre Keir Starmer.